# Уткін Сергій Олексійович
Сергій Олексійович Уткін (нар. 1907, Кашинський повіт Тверської губернії, тепер Тверської області, Російська Федерація — пом. 1962, місто Москва) — радянський діяч, секретар ЦК ВЛКСМ. Член Бюро ЦК ВЛКСМ з 28 серпня 1937 по 5 березня 1938 року. Депутат Верховної Ради СРСР 1-го скликання (1937—1938).

## Біографія
Народився в робітничій родині. Закінчив два класи школи. До 1926 року працював у власному сільському господарстві. У 1926 році вступив до комсомолу.
У 1926—1929 роках — робітник, вальцювальник заводу «Північкабель» у Ленінграді.
Член ВКП(б) з 1929 року.
У 1929—1932 роках — секретар комітету ВЛКСМ заводу «Північкабель» у Ленінграді, секретар комітету ВЛКСМ заводу «Красный гвоздильщик» у Ленінграді, секретар комітету ВЛКСМ Іжорського заводу в Ленінграді.
У липні 1932 — січні 1933 року — заступник завідувача організаційного відділу Ленінградського міського комітету ВЛКСМ.
У січні 1933 — лютому 1936 року — 1-й секретар Василеостровського районного комітету ВЛКСМ Ленінграда.
У лютому 1936 — липні 1937 року — 2-й секретар Ленінградського обласного комітету ВЛКСМ.
У липні — вересні 1937 року — 1-й секретар Ленінградського обласного і міського комітетів ВЛКСМ.
28 серпня 1937 — 30 грудня 1937 (офіційно 5 березня 1938) року — секретар ЦК ВЛКСМ з питань пропаганди.
У грудні 1937 року був заарештований, але через деякий час звільнений з в'язниці. 29 березня 1938 року знову заарештований органами НКВС СРСР. 26 червня 1939 року засуджений до восьми років позбавлення волі у виправно-трудових таборах НКВС. З 29 березня 1944 по 1954 рік — на поселенні, став інвалідом. У 1954 році звільнений з поселення, реабілітований і відновлений в КПРС.
З лютого 1955 року — персональний пенсіонер союзного значення.